# 野嵜好美
野嵜 好美（のざき よしみ、1983年11月25日 -）は、日本の女優。

## 人物・来歴
2004年、ENBUゼミナール入学。2006年に山下敦弘監督による短編映画『道／子宮で映画を撮る女』の主演に選ばれ女優活動を開始。続けて横浜聡子監督の映画『ジャーマン+雨』でも主演を務め強烈なキャラクターを演じ存在感を残す。
以降、数々の映画で個性的な脇役を演じている。

## 出演

### 映画
- 道／子宮で映画を撮る女（2006年、監督：山下敦弘） - 主演
- ジャーマン+雨（2006年、監督：横浜聡子） - 主演・林よし子 役
- 歓喜の歌（2008年、監督：松岡錠司）
- 20世紀少年 第2章『最後の希望』（2009年、監督：堤幸彦）
- 感染列島（2009年、監督：瀬々敬久）
- ウルトラミラクルラブストーリー（2009年、監督：横浜聡子）
- ケンタとジュンとカヨちゃんの国（2010年、監督：大森立嗣）
- 人の砂漠 「棄てられた女たちのユートピア」（2010年、監督：長谷部大輔） - 千恵 役
- おばあちゃん女の子（2010年、監督：横浜聡子） - 主演・はつえ 役
- 苦役列車（2012年、監督：山下敦弘） - 古本屋の女 役
- トリハダ ‐劇場版‐（2012年、監督：三木康一郎）- 第四話「理想と現実の相違から訪れる闇」隣人 役
- メンタリスト響翔（2012年、監督：寺内康太郎）
- ロマンス（2015年、監督：タナダユキ） - 久保美千代 役
- 俳優 亀岡拓次（2015年、監督：横浜聡子） - 通訳 役
- 映画「深夜食堂」（2015年、監督：松岡錠司） - ラーメン店の出前持ち 役
- のぞきめ（2016年、監督：三木康一郎）
- 続・深夜食堂（2016年、監督：松岡錠司） - ラーメン店の出前持ち 役
- 映画 夜空はいつでも最高密度の青色だ（2017年、監督：石井裕也） - ストリートミュージシャン 役

### ドラマ
- 蒼井優×4つの嘘 カムフラージュ 「アカバネ三姉妹」（2008年、WOWOW） - 竹子 役
- 週刊真木よう子 「蝶々のままで♥」（2008年、テレビ東京） - よう子（整形前）・沙織 役
- トリハダ6 〜夜ふかしのあなたにゾクッとする話を（2009年、フジテレビ）
- エアーズロック（2012年、サンテレビ） - 鈴木美香 役
- ホラー アクシデンタル（2013年、フジテレビ）
- 深夜食堂 -Tokyo Stories-（2016年、Netflix） - ラーメン店の出前持ち 役